# Modalen
Modalen es un municipio del distrito de Nordhordland ubicado en el norte del condado de Hordaland, en Noruega. Su centro administrativo es la localidad de Mo. Otra localidad importante es Øvre Helland. Modalen posee una escasa población (solamente superior a la del municipio de Utsira). La población se concentra en el valle de Modalen en el límite este del Romarheimsfjorden.
La combinación de la poca población y los altos ingresos proporcionados por las hidroeléctricas permitieron al municipio otorgar Wifi gratuito a todos los habitantes. Además en 1993, Modalen se convirtió en el primer municipio de Noruega en equipar a todos sus estudiantes con computadoras personales.

## Evolución administrativa

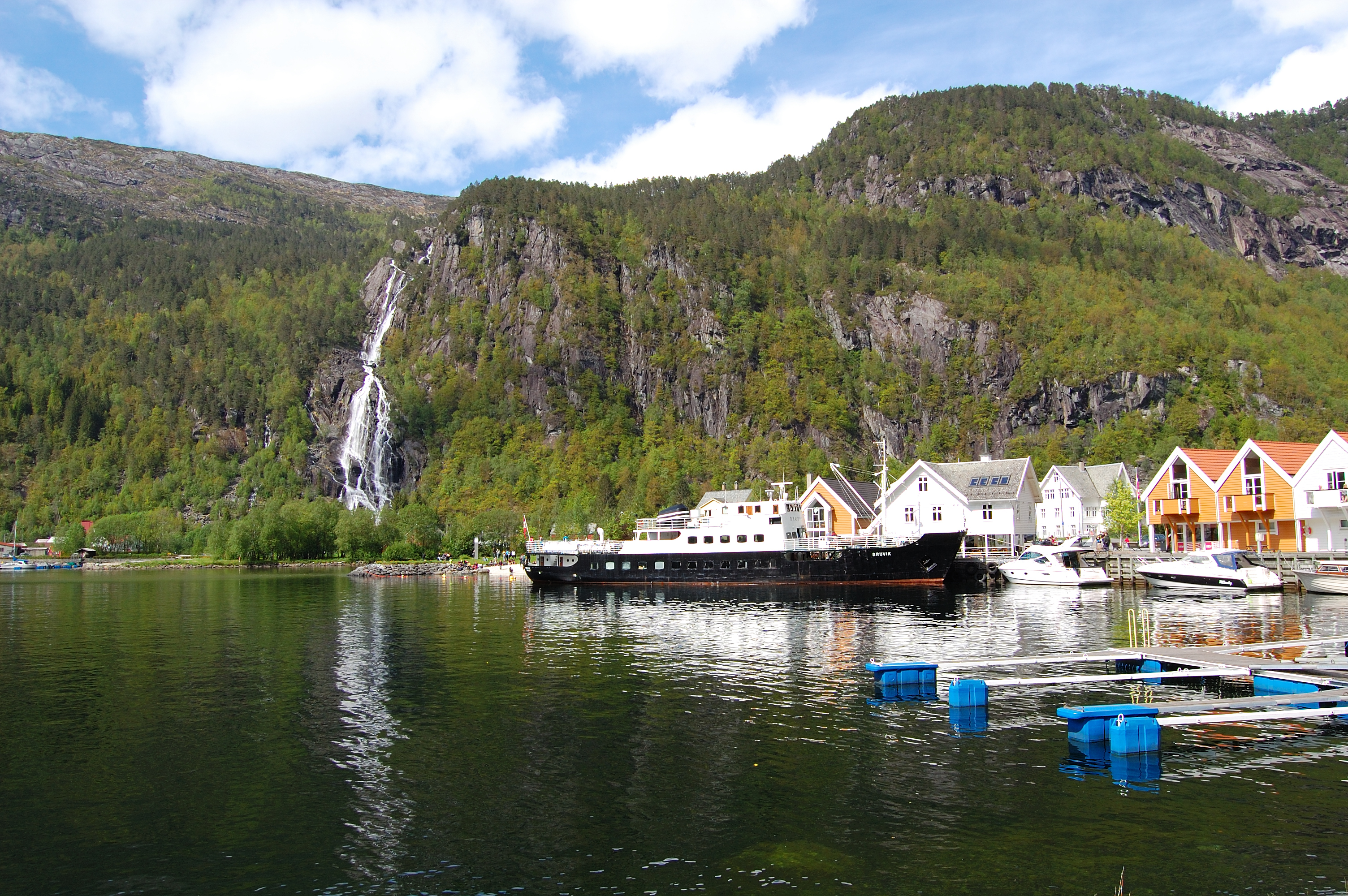
Vista de Mo

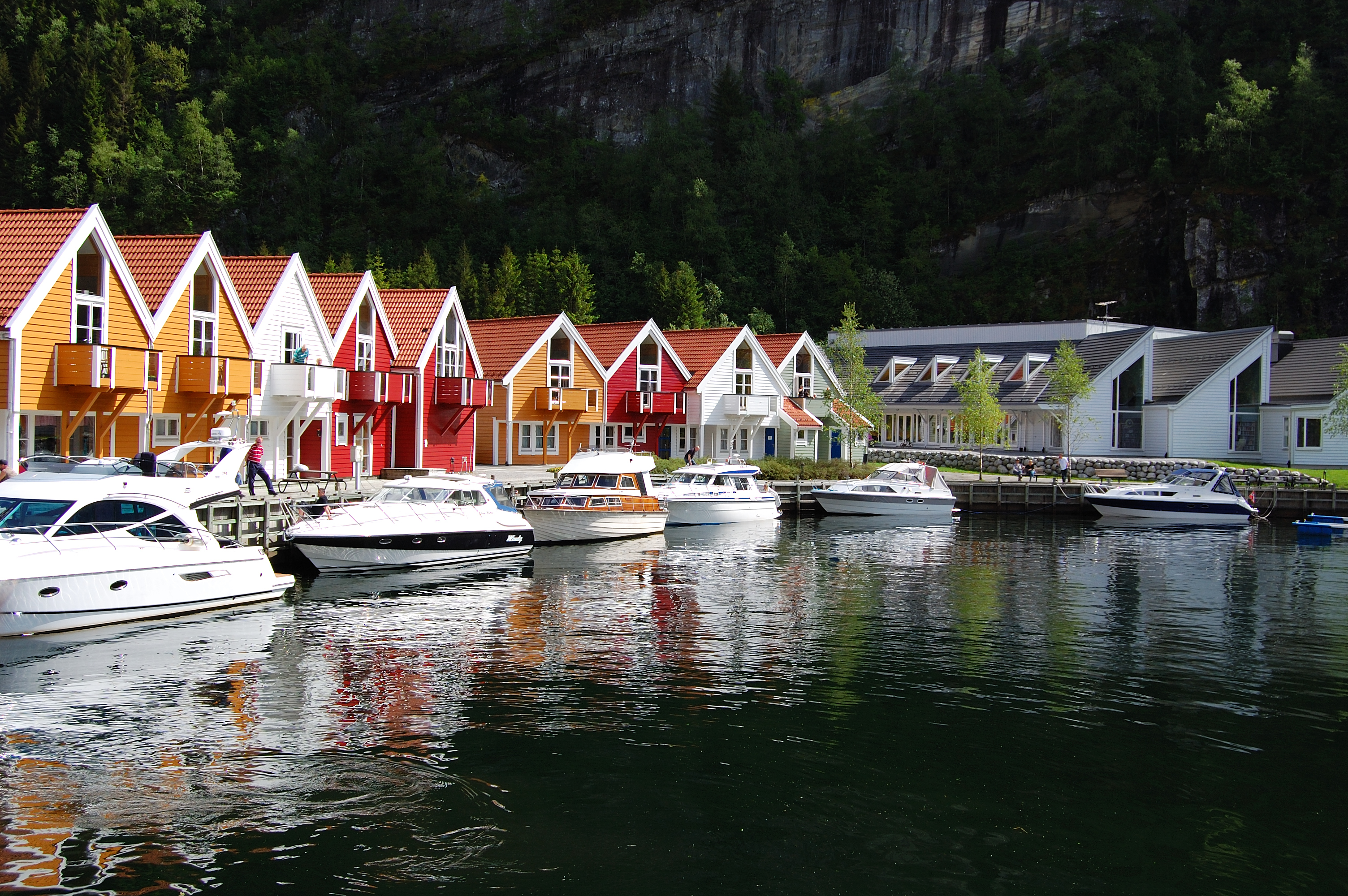
Otra vista de Mo

El municipio ha sufrido cambios a lo largo del tiempo, los cuales son:
| Año  | Cambio territorial | Población |
| ---- | --- | --------- |
| 1910 | Creación del municipio a partir de Hosanger                                                                                        | 821       |
| 1964 | La zona central del valle de Eksingedalen es transferida a Vaksdal y las granjas Nipo, Dyrkelbotn y Eitrdalen son cedidas a Lindås |           |

## Etimología
El nombre proviene de la granja Mo (nórdico antiguo: Mór). La palabra mór significa "brezal" o "páramo". El segundo elemento es dalen (una variación de dal que significa valle) y fue añadido más tarde.

## Geografía

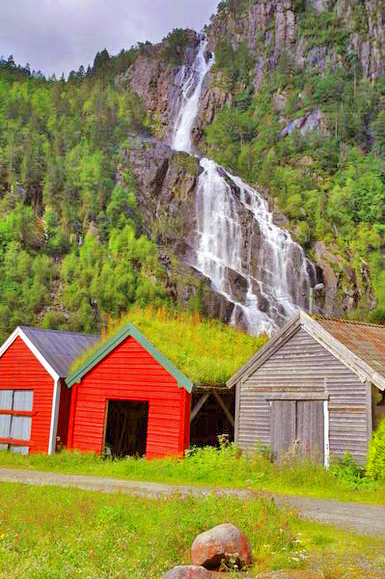
Cascada Kvernhusfossen

Modalen se ubica en el norte de la provincia de Hordaland. Está rodeado por el fiordo Romarheimsfjorden (a veces llamado Mofjorden) y por el valle de Modalen. Ambos lados del valle está rodeados por montañas, estando parcialmente aislado y conectado por dos caminos hacia el resto del país. Ambas vías son relativamente recientes, en reemplazo de las rutas a pie por las montañas o por bote. El túnel Modalen fue construido en 1976 y conecta el valle con el de Eksingedalen, que se ubica más al sur. El otro camino fue construido en la década de 1990 y une Modalen con Lindås.
El valle de Modalen se centra alrededor del río Moelva, alimentado por el lago Steinslandsvatnet y localizado en el centro del municipio. Las zonas altas son una gran fuente de energía eléctrica, siendo el lago Skjerjavatnet una de las principales fuentes.
Modalen limita con el municipio de Høyanger por el norte y Vik al este (ambas en la provincia de Sogn og Fjordane), con Vaksdal al sur y con los municipios de Lindås y Masfjorden al oeste.

## Gobierno
El municipio se encarga de la educación primaria, asistencia sanitaria, atención a la tercera edad, desempleo, servicios sociales, desarrollo económico, y mantención de caminos locales.

### Concejo municipal
El concejo municipal (Kommunestyre) tiene 19 representantes que son elegidos cada 4 años y estos eligen a un alcalde. Moldalen tiene la particularidad de ser el único municipio en donde todos sus representantes son independientes en el período 2011-2015.